# Ammocryptocharax elegans
Ammocryptocharax elegans es una especie de pez de la familia Crenuchidae en el orden de los Characiformes.

## Morfología
Los machos pueden llegar alcanzar los 3,3 cm de longitud total.

## Hábitat
Vive en zonas de clima tropical. entre 23 °C - 27 °C de temperatura.

## Distribución geográfica
Se encuentran en Sudamérica: en los ríos  Amazonas y Orinoco.